# Лобівські Копальні (станція)
Ло́бівські Копа́льні — проміжна станція Луганської дирекції Донецької залізниці.
Розташована між селами Лобівські Копальні та Залізничне, Ровеньківська міська рада, Луганській області на лінії Дебальцеве — Красна Могила між станціями Щотове (8 км) та Ровеньки (14 км).

## Діяльність
На станції здійснюються прийом і видача вантажів, що допускаються до зберігання на відкритих майданчиках станцій, а також продаж пасажирських квитків, прийом і видача багажу.
Через військову агресію Росії на сході Україні транспортне сполучення припинене, водночас на середину листопада 2018 р. двічі на день курсує 2 пари електропоїздів сполученням Фащівка — Красна Могила, що підтверджує сайт Яндекс.